# Pézsma borznyest
A pézsma borznyest (Melogale moschata) a ragadozók (Carnivora) rendjén belül a  menyétfélék (Mustelidae) családjába tartozó faj.

## Alfajai
- Melogale moschata moschata (Gray, 1831) - Kína délkeleti részén a Kuanghszi-Csuang Autonóm Terület és Kuangtung, Kujcsou és Jünnan tartományok, valamint Hajnan szigete és Laosz északi része
- Melogale moschata ferreogrisea (Hilzheimer, 1905) - Közép-Kína
- Melogale moschata millsi (Thomas, 1922) - Jünnan északnyugati része, valamint Mianmar északi része és északkelet-India
- Melogale moschata sorella (G. M. Allen, 1929) - Fucsien tartomány (Kína)
- Melogale moschata subaurantiaca (Swinhoe, 1862) - Tajvan, olykor tajvani borznyest néven önálló fajnak tartják
- Melogale moschata taxilla (Thomas, 1925) - Vietnám

## Előfordulása
Kínában, Tajvanon, Hainanon és Vietnámban honos.

## Megjelenése
A pézsma borznyest a legkisebb méretű a borznyestek között. Hossza 30-40 centiméter, súlya 1-3 kilogramm. Bundája a hátoldalán szürkésbarna vagy csokoládébarna, hasán fehér, feje fekete, fehér foltokkal.

## Életmódja
Mindenevő. Fő táplálékai rovarok, rágcsálók, kétéltűek, csigák és gyümölcsök. Éjszakai állat. Fogságban átlagosan 10 évig élnek, de volt egy példány, amely 17 évig is elélt.

## Szaporodása
A nőstények egy évben kétszer hoznak világra utódokat: késő tavasszal és késő ősszel. Átlagosan 2-3 kölyköt hoznak a világra. A kölyköket 2-3 hónapos korukig az anyjuk eteti.

## Külső hivatkozások
- A faj szerepel a Természetvédelmi Világszövetség Vörös Listáján. IUCN. (Hozzáférés: 2009. szeptember 21.)
- Képek a fajról